# 球脊髄性筋萎縮症
球脊髄性筋萎縮症（きゅうせきずいせいきんいしゅくしょう、英語: spinal and bulbar muscular atrophy、SBMA）は成人発症の下位運動ニューロン疾患である。X連鎖劣性遺伝の遺伝形式をとる遺伝子疾患であり、アンドロゲン受容体の第1エクソンのCAG繰り返し配列の異常に起因するポリグルタミン病の一つである。男性のみに発症し四肢の筋力低下、筋萎縮と球麻痺をきたし、緩徐に進行するのが特徴である。開鼻声、舌萎縮、顔面・舌の線維束性攣縮、女性化乳房、軽度の肝機能障害、血清クレアチンキナーゼ高値、血清クレアチニン低値を病初期から呈することが多い。
Kennedy-Alter-Sung症候群とも呼ばれる。

## 症状
主症状は緩徐進行性の四肢筋力低下、筋萎縮、球麻痺である。筋力低下の発症は30 - 60歳頃である。手指の振戦や下肢の有痛性筋萎縮がしばしば筋力低下に先行する。筋力低下は左右対称性のことが多いが、明らかな左右差を呈する例もみられる。四肢の運動障害は近位部で特に強くみられ、動揺性歩行や起立困難となる。筋肉を収縮させた時に線維束性収縮が増強しcontraction fasculationと呼ばれている。顔面の筋力低下も見られるが外眼筋は障害されない。感覚障害として振動覚の低下を認めることがあるがほとんど下肢遠位に限局する。四肢腱反射は低下または消失する。随伴症状として女性化乳房を高率で認める。体毛の減少、睾丸萎縮などのアンドロゲン不応症状がしばしば筋力低下に先行するが妊孕性は保たれていることが多い。

## 検査
血液検査
血液検査でクレアチンキナーゼ（CK）高値、クレアチニン（Cre）低値を示すことが多い。肝機能障害、耐糖能異常、脂質異常症の合併もしばしば認められる。血清テストステロンは正常ないし軽度高値であるが、内分泌検査でアンドロゲン抵抗性が認められる。血清クレアチニン値は運動機能低下と強く相関する。
髄液検査
異常は認められない。
頭部MRI
異常は認められない。
神経伝導速度検査
神経伝導速度検査ではCMAPの軽度低下に加え、感覚神経の異常が目立つ。特に腓腹神経では活動電位の低下や誘発不能が高率に認められる。
筋電図
筋電図では陽性鋭波などの活動性脱神経初見や高振幅・多相性運動活動電位などの慢性脱神経初見がみられる。
遺伝子検査
アンドロゲン受容体の第1エクソン内のCAGリピートは正常では9 - 36であるがSBMA患者では38 - 62へ延長している。リピート数が多いほど発症年齢が若くなる。

## 治療
SBMAの有効な治療法は確立していない。SBMAモデルマウスにおける治療効果に基いて、進行抑制治療（disease-modifying therapy）として男性ホルモン依存性病態に基づいた治療法開発が進められている。LH-RHアゴニストであるリュープロレリン酢酸塩を使用するとテストステロン濃度が低下し、陰嚢皮膚における病原性アンドロゲン受容体蛋白質の核内集積が有意に抑制され、血清CKが有意に改善する。リュープロレリンは2017年8月に球脊髄性筋萎縮症の進行抑制の効能追加がされ、保険診療で投与可能となった。

## 予後
体幹、四肢の筋力低下が進行し、20年程度の経過で球麻痺に起因する呼吸器感染症が死因になることが多い。

## 病理
神経系では筋萎縮に対応して、脊髄前角細胞と下部脳神経運動核の選択的変性、脱落が認められる。軽度の知覚障害に対応して薄核は軽度変性し、腓腹神経の有髄神経は減少している。しかし後根神経節細胞と後根は比較的よく保たれ、一次感覚ニューロンの遠位軸索障害の所見と考えられている。骨格筋では神経原性変化と筋原性変化が混在し、肥大線維が観察される。残存する運動ニューロンの核内には変異アンドロゲン受容体の異常集積が認められる。異常集積はCAGリピート数と相関する。また変異アンドロゲン受容体は脊髄前角細胞や下位に脳神経運動核のほか、後根神経節、肝臓、膵臓、腎臓、精巣、前立腺、陰嚢皮膚で認められる。このようにSBMAの病変が中枢神経のみならず全身臓器におよぶ。陰嚢皮膚の核内集積は重症度相関する。

## 病態
アンドロゲン受容体遺伝子を欠失しても運動ニューロン障害にいたらないことがノックアウトマウスや患者検討で明らかになっている。アンドロゲンは運動ニューロンに対して栄養因子として作用するがアンドロゲン受容体のloss of functionは病因ではないと考えられている。そのためCAGリピートをもつ病原性アンドロゲン受容体のgain of toxic functionが病態と考えられている。
ポリグルタミン病でありポリグルタミン鎖の伸長した変異蛋白質は折りたたみ異常により高次構造異常を呈し、不溶性のオリゴマーを形成してニューロンの核内に蓄積する。核内に集積した異常ポリグルタミン蛋白質は転写因子などの核蛋白質と相互作用することによってそれらの機能を障害し、転写障害やDNA損傷などの細胞障害を誘導する可能性が示唆されている。病原性アンドロゲン受容体についても運動ニューロンの核内にびまん性に集積し、転写調節因子などの機能を低下させることにより転写障害を惹起することが示されている。核内における病原性アンドロゲン受容体の分布形態としてはびまん性集積の他に核内封入体として認識される凝集体があるが、この形態はオリゴマーよりも毒性が低いことが示唆されており、異常蛋白質の毒性を減弱させるための細胞の防御反応である可能性もある。
SBMAは血清クレアチニンキナーゼの高値や筋病理における筋線維の大小不同や中心核の増加などの筋原性を示唆する所見があることから骨格筋にも一次性の病変があると考えられている。骨格筋の変性が二次的に運動ニューロンの障害になる可能性もある。

## 疫学
日本では人口10万人あたり1 - 2名、日本全国で2,000 - 3,000人程度と推定されている。

## 歴史
球脊髄性筋萎縮症は日本の川原汎が世界で最初に報告した。
アメリカのKennedy、Alter、Sungの共著による家系報告が知られており、ケネディ病とよばれることが多い。